# Apanteles turanicus
Apanteles turanicus är en stekelart som beskrevs av Telenga 1955. Apanteles turanicus ingår i släktet Apanteles och familjen bracksteklar. Inga underarter finns listade i Catalogue of Life.